# دستگاه هوشمند
دستگاه هوشمند (انگلیسی: Smart device) دستگاهی الکترونیکی است که معمولاً از طریق پروتُکل‌های بی‌سیم مانند بلوتوث، NFC، وای-فای و… به سایر دستگاه‌ها یا شبکه‌ها متصل می‌شود که می‌تواند تا حدودی تعاملی و مستقل عمل کند. تلفن هوشمند، فبلت، تبلت، ساعت هوشمند، تعدادی از دستگاه‌های هوشمند هستند.